# كاني غيفو
كاني غيفو (بالإنجليزية: Kani, Gifu)‏ هي مدن اليابان تقع في اليابان في غيفو (محافظة).  يقدر عدد سكانها بـ 97,435 نسمة .

## توأمة
لكاني غيفو اتفاقيات توأمة مع:
- تسوياما

## أعلام
- تومويوكي يوشياما